# 2021年のMotoE
2021年のMotoEは、FIMロードレース世界選手権の第73回大会の電動バイクのクラスで、MotoEとしては3年目のシーズンとなる。ディフェンディングチャンピオンのジョルディ・トーレスが2連覇を達成した。

## エントリーリスト
車両は全チームがエネルジカ・エゴ・コルサを使用する
| チーム                                     | No. | ライダー                             | 出場ラウンド |
| ------------------------------------------ | --- | ------------------------------------ | ------------ |
| テック3 E-Racing                           | 3   | ルーカス・トゥロビッチ               | 全戦         |
| テック3 E-Racing                           | 19  | コランタン・ペロラーリ               | 全戦         |
| オープンバンク・アスパル・チーム           | 6   | マリア・エレーラ                     | 全戦         |
| オープンバンク・アスパル・チーム           | 54  | フェルミン・アルデゲル               | 全戦         |
| Indonesian E-RacingグレシーニMotoE         | 9   | アンドレア・マントヴァーニ           | 全戦         |
| Indonesian E-RacingグレシーニMotoE         | 11  | マッテオ・フェラーリ                 | 全戦         |
| アヴィンティア・エスポンソラマ・レーシング | 14  | アンドレ・サムエル・シルヴァ・ピレス | 全戦         |
| アヴィンティア・エスポンソラマ・レーシング | 18  | シャビエ・カルデルス                 | 全戦         |
| LCR E-Team                                 | 21  | ケビン・ザンノーニ                   | 全戦         |
| LCR E-Team                                 | 71  | ミケル・ポンス                       | 全戦         |
| オンゲッタSIC58スクアドラ・コルセ          | 27  | マッティア・カサデイ                 | 1-4, 6-7     |
| オンゲッタSIC58スクアドラ・コルセ          | 43  | ステファノ・バルトゥリーニ           | 5            |
| ポンス・レーシング40 HPポンス40            | 40  | ジョルディ・トーレス                 | 全戦         |
| ポンス・レーシング40 HPポンス40            | 53  | ジャスパー・イウェマ                 | 全戦         |
| ワン・エナジー・レーシング                 | 51  | エリック・グラナド                   | 全戦         |
| オクト・プラマックMotoE                    | 61  | アレッサンドロ・ザッコーネ           | 全戦         |
| オクト・プラマックMotoE                    | 68  | ヨニー・エルナンデス                 | 全戦         |
| ダイナボルト・インタクトGP                 | 77  | ドミニク・エガーター                 | 全戦         |
| アヴァン・アジョMotoE                      | 78  | 大久保光                             | 全戦         |
| Sourse:                                    |     |                                      |              |

| 凡例               | 凡例 |
| ------------------ | ---- |
| レギュラーライダー |      |
| 代役参戦           |      |

### ライダーの変更
- アレックス・デ・アンジェリスは、2020シーズンを以て現役を引退した[11]。
- アレッサンドロ・ザッコーネは、デ・アンジェリスの後任としてIndonesian E-RacingグレシーニMotoEからオクト・プラマックMotoEに加入した。
- アンドレア・マントヴァーニが、ザッコーネの後任としてIndonesian E-RacingグレシーニMotoEに加入しMotoEにデビューする[3]。
- ヨニー・エルナンデスが、ジョシュア・フックの後任としてオクト・プラマック MotoEに加入しMotoEにデビュー、2017年以来4年振りにのMotoGPパドックに復帰する。
- エリック・グラナドは、ヤコブ・コーンフェールの後任としてアヴィンティア・エスポンソラマ・レーシングからワン・エナジー・レーシングに加入する[7]。
- アンドレ・サムエル・シルヴァ・ピレスが、グラナドの後任としてアヴィンティア・エスポンソラマ・レーシングに加入しMotoEにデビューする[4]。
- コランタン・ペロラーリが、トンマーゾ・マルコンの後任としてテック3 E-Racingに加入しMotoEにデビューする[1]。
- ケビン・ザンノーニとミケル・ポンスが、FIM世界耐久選手権の日程とブッキングするためにチームを離脱したザビエル・シメオンとニッコロ・カネパの後任としてLCR E-Teamに加入しMotoEにデビューする[12]。
- 大久保光が、ニキ・トゥーリの後任としてアヴァン・アジョMotoEに加入しMotoEにデビューする[9]。
- フェルミン・アルデゲルが、アレハンドロ・メディーナの後任としてオープンバンク・アスパル・チームに加入しMotoEにデビューする[2]。
- ジャスパー・イウェマが、今季より2台体制に拡大するポンス・レーシング40に加入しMotoEにデビュー、2015年以来6年振りにMotoGPパドックに復帰する[6]。

### チームの変更
- マルクVDSレーシングチームと同チーム所属のマイク・ディ・メッリオは、ディ・メッリオが並行参戦するFIM世界耐久選手権のカレンダーがブッキングし、チームも代わりのライダーを探す十分な時間がないことから、今季のMotoE参戦を取り止めた[13]
- ポンス・レーシング40が2台体制に拡大し、マルクVDSレーシングチームの参戦取り止めにより空いた枠を補填する。

### シーズン途中の変更
- マッティア・カサデイは、新型コロナウイルスの陽性反応があり第5戦オーストリアグランプリを欠場した。代役はステファノ・バルトゥリーニが務めた。

## レギュレーションの変更
同一週末に2レースが開催される場合、Eポールで決勝レース1・2のスターティンググリッドが決定される。2020年シーズンは、決勝レース1スターティンググリッドはEポールの結果に、決勝レース2のスターティンググリッドは決勝レース1の結果に基づいて決定されていたが、この方式は1年で廃止されることとなった。

## グランプリ
2021年のMotoE暫定カレンダーは2020年11月11日に発表され、スペイン、フランス、カタルーニャ、オランダ、オーストリア、サンマリノ（2レース）の6会場で7レースが行われる。
| Rd. | Rd. | 決勝日  | レース名称                                               | グランプリ                            | サーキット                                         |
| --- | --- | ------- | -------------------------------------------------------- | ------------------------------------- | -------------------------------------------------- |
| 1   | 1   | 5月2日  | Gran Premio Red Bull de España                           | スペインGP                            | ヘレス・サーキット                                 |
| 2   | 2   | 5月16日 | SHARK Helmets Grand Prix de France                       | フランスGP                            | ブガッティ・サーキット                             |
| 3   | 3   | 6月6日  | Gran Premi Monster Energy de Catalunya                   | カタルーニャGP                        | カタロニア・サーキット                             |
| 4   | 4   | 6月27日 | Motul TT Assen                                           | オランダGP                            | TTサーキット・アッセン                             |
| 5   | 5   | 8月15日 | Motorrad Grand Prix von Österreich                       | オーストリアGP                        | レッドブル・リンク                                 |
| 6   | R1  | 9月18日 | Gran Premio Octo di San Marino e della Riviera di Rimini | サンマリノ&リヴィエラ・ディ・リミニGP | ミサノ・ワールド・サーキット・マルコ・シモンチェリ |
| 6   | R2  | 9月19日 | Gran Premio Octo di San Marino e della Riviera di Rimini | サンマリノ&リヴィエラ・ディ・リミニGP | ミサノ・ワールド・サーキット・マルコ・シモンチェリ |

## 結果とランキング

### 結果
| Rd. | Rd. | グランプリ             | ポールポジション       | ファステストラップ   | 優勝ライダー               | 優勝チーム                         | レポート |
| --- | --- | ---------------------- | ---------------------- | -------------------- | -------------------------- | ---------------------------------- | -------- |
| 1   | 1   | スペイングランプリ     | エリック・グラナド     | エリック・グラナド   | アレッサンドロ・ザッコーネ | オクト・プラマックMotoE            | 詳細     |
| 2   | 2   | フランスグランプリ     | エリック・グラナド     | マッテオ・フェラーリ | エリック・グラナド         | ワン・エナジー・レーシング         | 詳細     |
| 3   | 3   | カタルーニャグランプリ | エリック・グラナド     | エリック・グラナド   | ミケル・ポンス             | LCR E-Team                         | 詳細     |
| 4   | 4   | オランダグランプリ     | エリック・グラナド     | エリック・グラナド   | エリック・グラナド         | ワン・エナジー・レーシング         | 詳細     |
| 5   | 5   | オーストリアグランプリ | フェルミン・アルデゲル | エリック・グラナド   | ルーカス・トゥロビッチ     | テック3 E-Racing                   | 詳細     |
| 6   | R1  | サンマリノグランプリ   | ジョルディ・トーレス   | ケビン・ザンノーニ   | ジョルディ・トーレス       | HPポンス40                         | 詳細     |
| 6   | R2  | サンマリノグランプリ   | ジョルディ・トーレス   | ドミニク・エガーター | マッテオ・フェラーリ       | Indonesian E-RacingグレシーニMotoE | 詳細     |

### ライダーズ・ランキング
ポイントシステム
ポイントは15位まで。完走した場合にのみ与えられる。
| 順位     | 1位 | 2位 | 3位 | 4位 | 5位 | 6位 | 7位 | 8位 | 9位 | 10位 | 11位 | 12位 | 13位 | 14位 | 15位 |
| ポイント | 25  | 20  | 16  | 13  | 11  | 10  | 9   | 8   | 7   | 6    | 5    | 4    | 3    | 2    | 1    |

| 順位 | ライダー                             | SPA  | FRA | CAT   | NED | AUT | RSA | RSA | ポイント |
| ---- | ------------------------------------ | ---- | --- | ----- | --- | --- | --- | --- | -------- |
| 1    | ジョルディ・トーレス                 | 3    | 5   | 3     | 2   | 7   | 1P  | 13  | 100      |
| 2    | ドミニク・エガーター                 | 2    | 4   | 2     | 18  | 3   | 2   | 12F | 93       |
| 3    | マッテオ・フェラーリ                 | 6    | 8F  | 7     | 4   | 8   | 4   | 1   | 86       |
| 4    | エリック・グラナド                   | 13PF | 1P  | RetPF | 1PF | 2F  | Ret | 5   | 84       |
| 5    | アレッサンドロ・ザッコーネ           | 1    | 3   | 4     | 3   | 6   | Ret | DNS | 80       |
| 6    | マッティア・カサデイ                 | 4    | 2   | Ret   | 6   |     | 3   | 2   | 79       |
| 7    | ミケル・ポンス                       | 5    | DNS | 1     | 10  | 12  | 5   | 3   | 73       |
| 8    | ルーカス・トゥロビッチ               | Ret  | 7   | 8     | 5   | 1   | 8   | 15  | 62       |
| 9    | フェルミン・アルデゲル               | Ret  | 15  | 6     | 7   | 4P  | 7   | 7   | 51       |
| 10   | ヨニー・エルナンデス                 | 10   | 6   | 5     | 9   | 10  | 9   | Ret | 47       |
| 11   | 大久保光                             | 7    | Ret | 9     | 8   | 5   | Ret | 6   | 45       |
| 12   | ケビン・ザンノーニ                   | 14   | 11  | 12    | 13  | 9   | 6F  | 4   | 44       |
| 13   | コランタン・ペロラーリ               | Ret  | 9   | 10    | 11  | 13  | 12  | 10  | 31       |
| 14   | アンドレア・マントヴァーニ           | 8    | DNS | 14    | 14  | 11  | 11  | 9   | 29       |
| 15   | マリア・エレーラ                     | 9    | 10  | 11    | 15  | 17  | 13  | 11  | 27       |
| 16   | シャビエ・カルデルス                 | Ret  | 13  | Ret   | 12  | 18  | 10  | 8   | 21       |
| 17   | ジャスパー・イウェマ                 | 11   | 14  | Ret   | 16  | 14  | 14  | 14  | 13       |
| 18   | アンドレ・サムエル・シルヴァ・ピレス | 12   | 12  | 13    | 17  | 16  | 15  | DNS | 12       |
| 19   | ステファノ・バルトゥリーニ           |      |     |       |     | 15  |     |     | 1        |
| 順位 | ライダー                             | SPA  | FRA | CAT   | NED | AUT | RSA | RSA | ポイント |

| 色     | 結果                  |
| ------ | --------------------- |
| 金色   | 優勝                  |
| 銀色   | 2位                   |
| 銅色   | 3位                   |
| 緑     | ポイント圏内完走      |
| 青灰色 | ポイント圏外完走      |
| 青灰色 | 周回数不足 (NC)       |
| 紫     | リタイヤ (Ret)        |
| 赤     | 予選不通過 (DNQ)      |
| 赤     | 予備予選不通過 (DNPQ) |
| 黒     | 失格 (DSQ)            |
| 白     | スタートせず (DNS)    |
| 白     | エントリーせず (WD)   |
| 白     | レースキャンセル (C)  |
| 空欄   | 欠場                  |
| 空欄   | 出場停止処分 (EX)     |